# Listă de erori logice

## Erori logice formale
Erorile logice formale sunt acele raționamente care sunt invalide datorită unor erori în formalismul lor logic.
- Apelul la legislație: un argument care implică faptul că legislația este un imperativ moral.
- Apelul la probabilitate: pentru că ceva poate să se întâmple, este inevitabil ca acel ceva se va întâmpla. Aceasta este premisa pe care se bazează Legea lui Murphy.
- Argument din eroare logică (ad logicam): dacă într-un argument se extrage în mod eronat o concluzie, atunci concluzia trebuie să fie falsă.
- Afirmația goală: premisa unui argument este asumată ca fiind adevărată doar pentru că spune că este adevărată.
- Conjuncția ilogică
- Corelative ilogice
  - Negarea corelativei: încearcarea introducerii unui alternative când de fapt nu există vreuna.
  - Suprimarea corelativei
- Necesitatea ilogică
- Falsa dilemă: se afirmă că doar două posibilitati există, când de fapt sunt mai mult de două.
- Problema este-trebuie: greșita inferență în care ceva este într-un mod sau altul și deci trebuie să fie în acel mod.
- Naturalism ilogic
- Dovada negativă: pentru că premisa nu se poate arăta ca fiind adevărată, rezultă că trebuie să fie falsă.
- Non sequitur: concluzia nu rezultă din premise.

### Erori logicepropoziționale
- Apelul la disjuncție: se concluzionează că o disjunție logică e falsă deoarece cealaltă disjunție logică e adevărată.
- Afirmarea consecventului: antecedentul într-un indicativ condițional se declară ca fiind adevărat  deoarece consecventul este adevărat.
- Negarea antecedentului: consecventul într-un indicativ condițional e declarat ca fiind fals deoarece antecedentul e fals.

### Erori logice decuantificare
- Reprezentarea existențială: un argument are două premise universale și o concluzie particulară, dar din premise nu se poate stabili valoarea de adevăr a concluziei.
- Conversia ilicită: dacă o propoziție e adevărată se concluzionează că și inversa este adevărată.
- Dovadă prin exemplu: una sau mai multe exemple sunt date ca suport pentru o afirmație generală.

### Erori logice silogistice
Erorile logice silogistice sunt erori logice ce se comit în silogisme.
- Concluzia afirmativă din premisa negativă:
- Premisele exclusive: ambele premise sunt negative.
- Eroarea logică a celor patru termeni: un silogism categorial are patru termeni.
- Termenul major ilicit
- Termenul minor ilicit
- Temernul de mijloc ilicit
- Silogismul categorial

## Erori logice informale
Erorile logice informale sunt argumente invalide datorită altor rațiuni decât cele legate de formalismul logic.
- Apelul la repetiție (argumentum ad nauseam): repetarea unui argument invalid în speranța că în final va fi acceptat.
- Argumentul circular,  (circulus in probando, petitio principii, cercul vicios): unde concluzia unui argument este implicit sau explicit asumată în unul din premise.
- Argumentul ignoranței (argumentum ad ignorantiam, argumentul din lipsa de imaginatie): se afirmă că premisa este adevărată doar pentru că nu a fost demonstrată falsă sau că premisa este falsă doar pentru că nu a fost demonstrată adevărată.
- Cauza și consecința circulară: o consecință a unui fenomen este considerată ca fiind cauza fenomenului.
- Cauza singulară: se consideră că doar o singură cauză simplă este responsabilă pentru o situație, când de fapt sunt mai multe cauze.
- Comparația incompletă: compoarația nu ia in considerare alte aspecte importante pentru similitudinea obiectelor sau fenomenelor.
- Comparația inconsistentă: se compară caracteristici necomparabile ale unor obiecte sau fenomene.
- Distribuția ilogică: se consideră că nu exită diferențe între un termen în sens distributiv (referitor la toți membri clasei) și colectiv (referitor la clasă ca întreg).

- - Compoziția ilogică: presupunerea că întregul are o proprietate doar pentru faptul că diferite componente au acea proprietate.
  - Diviziunea ilogică: presupunerea că diferite părți ale întregului au o proprietate doar pentru că întregul are acea proprietate.
- Dovada prin prolixitate (argumentum verbosium) (proof by intimidation): supunerea altora la un argument prea complex și prolix pentru a putea fi tratat în detaliu la modul rezonabil.
- Echivocarea: folosirea incorectă a cuvintelor care au mai multe înțelesuri.
- Ecologia ilogică
- Eroarea jucătorului: incorecta opinie cum că probabilitatea unui eveniment aleator poate fi influențată de (sau dedusă din) alte evenimente independente.
- Falsa atribuire: apelul la surse irelevante, necalificate, nedefinite, părtinitoare sau chiar fabricate pentru a susține un argument.
  - Citatul scos din context: un pasaj este estras din context cu intenția de a distorsiona înțelesul intenționat.
- Falsul compromis: în cazul unor posibilitati opuse se consideră că o cale de mijloc e mai bună.
- Istoricul ilogic
- Întrebarea complexa (presupozitia ilogica, întrebarea încărcată, plurium interrogationum)
- Mutarea ștachetei: respingere a unor contra-argumente prin ridicarea arbitrară a criteriilor de acceptare a unor dovezi.
- Niciun scoțian adevărat: refutarea generalizării prin particularizare defectuoasă.
- Pledoaria specială: evidențierea unei excepții de la o regulă fără a se justifica excepția.
- Reificarea:  o abstracție este tratată ca și cum ar reprezenta ceva concret.
- Transferul sarcinii dovezii: se plasează îndatorirea de a dovedi ceva de partea oponentului.
- Eroarea soluției perfecte: argument prin care se insistă că există o soluție perfectă și/sau soluția propusă ar trebui respinsă deoarece părți ale problemei vor continua să existe după ce a fost implementată.
- Stil în loc de substanță: se critică modul în care a fost expus un argument nu validitatea sa.

### Cauze îndoielnice
- Corelarea implică legătură cauzală (Cum hoc ergo propter hoc)
- Succesiunea implică legătură cauzală (Post hoc ergo propter hoc): se afirmă că deoarece un eveniment s-a produs după un altul, rezultă că primul a fost cauza celui de-al doilea.

### Erori de relevanță
- Ipoteza Ad hoc
- Ad hominem: atacul la persoana mai degraba decât la argument.
- Apelul la autoritate: o aserțiune e considerată adevărată datorită poziției sau autorității persoanei care face aserțiunea.
- Apelul la emoție: se manipuleze emoțiile celor din audiență, în loc să se folosească raționamente valide.
  - Apelul la ridicol: este un specific apel la emoție în care se ridiculizează opinia oponentului.
  - Apelul la frică: un specific apel la emoție în care se induce frica față de partea opusă.
  - Apelul la măgulire: un specific apel la emoție în care se face uz de măgulire pentru a câștiga suport.
  - Apelul la milă (ad misericordiam): un specific apel la emoție în care se face uz de milă în argumentație.
  - Apelul la ranchiună: un specific apel la emoție în care se face uz de ranchiună și resentimente pentru câștigarea suportului.
- Apelul la forță (ad baculum): se argumentează prin folosirea amenințării, constrângerii și a forței față de oponent.
- Apelul la majoritate (apelul la popularitate, ad populum): o afirmație este susținută ca fiind adevărată deoarece multă lume crede că este adevărată.
- Apelul la noutate: se consideră că ceva este superior sau mai bun doar pentru că este mai nou sau modern.
- Apelul la tradiție (ad antiquitatem): se consideră că ceva este corect deoarece are o lungă tradiție la bază.
- Argumentul irelevant (Ignoratio elenchi sau Heringul roșu): se prezintă un argument care susține validitatea unei afirmații diferite de cea care se presupunea să fie susținută.
- Falsa analogie: compararea a două lucruri care par similare dar au proprietăți diferite.
- Gândirea deziderativă: formarea unor credințe în concordanță cu ceea ce este plăcut a se imagina în loc să se apeleze la dovezi sau rațiune.
- Om de paie: argumentare prin denaturarea opiniei oponentului.

### Generalizări defectuoase
- Eșantionul părtinitor: formarea eronată a unui eșantion statistic al unei populații.
- Jumătăți de adevăr
- Generalizarea pripită: generalizare inductivă bazată pe dovezi insuficiente.